# 1.ª Escuadra de Caza Nocturno
El 1.º Escuadra de Caza Nocturno (Nacht-Jagd-Geschwader. 1) unidad militar de la Luftwaffe durante la Segunda Guerra Mundial.

## Historia
Formada el 22 de junio de 1940 en Deelen-Arnhem. El 8 de mayo de 1945 es disuelta.

## Comandantes de Escuadra (A)
- Coronel Wolfgang Falck – (26 de junio de 1940 – 30 de junio de 1943)
- Coronel Werner Streib – (1 de julio de 1943 – marzo de 1944)
- Teniente coronel Hans-Joachim Jabs – (marzo de 1944 – mayo de 1945)

### Pilotos de la Escuadra
- El mayor Wolfgang Falck junto al radio-operador el sargento mayor Alfred Walz vuelan el Bf 110C-2 G9+AA (hasta 1941), todos los códigos con verde para los Caza Nocturno, voló su Bf 110E-1 G9+GA (W.Nr.3920).
- El Coronel Hans-Joachim Jabs voló su Bf 110G-4 G9+AA.

### Grupo de Estado Mayor (Stab)
Formada el 22 de junio de 1940 en Deelen-Arnhem. El 8 de mayo de 1945 es disuelta.

### Bases
| 22 de junio de 1940 – diciembre de 1943 | Deelen-Arnhem | 1.º División de Caza Nocturno, 1.º División de Caza (desde mayo de 1942), 3.º División de Caza (desde septiembre de 1943) | Bf 110         |
| 22 de junio de 1941                     | Venlo         | | Bf 110E-1      |
| 22 de junio de 1943                     | Venlo         | 1.º División de Caza | Bf 110G-4      |
| Diciembre de 1943 – septiembre de 1944  | Bönninghardt  | 3.º División de Caza | Bf 110, He 219 |
| Septiembre de 1944 – marzo de 1945      | Dortmund      | 3.º División de Caza | Ju 88G         |
| Marzo de 1945 – mayo de 1945            | Husum         | 2.º División de Caza | Ju 88G         |

## I Grupo
Formada el 22 de junio de 1940 en Mönchen-Gladbach. El 8 de mayo de 1945 es disuelta.

### Comandantes de Grupo
- Capitán Günther Radusch – (1 de julio de 1940 – 6 de octubre de 1940)
- Mayor Werner Streib – (18 de octubre de 1940 – 1 de julio de 1943)
- Capitán Hans-Dieter Frank – (1 de julio de 1943 – 27 de septiembre de 1943)
- Capitán Manfred Meurer – (28 de septiembre de 1943 – 21 de enero de 1944)
- Mayor Paul Förster – (enero de 1944 – 1 de octubre de 1944)
- Capitán Werner Baake – (2 de octubre de 1944 – 8 de mayo de 1945)

### Pilotos de la Escuadra
- El Mayor Werner Streib voló su Bf 110C-4 G9+HL en julio de 1940, 2.º Escuadra (K)/1.º Escuadra de Caza Nocturno (?), además voló un He 219V-9 G9+FB (W.Nr.190009) (He 219A-0/R2 Prototipo) el 18 de octubre de 1940 – 1 de julio de 1943 junto a un tal ... Fischer, el Capitán voló su Bf 110C-4 G9+AB (W.Nr.????) en Venlo en marzo de 1941.
- El Capitán Ernst-Wilhelm Modrow voló su He 219A-0 G9+FK (W.Nr.190012) en abril de 1945.
- El Capitán Paul Förster voló su He 219A-5 G9+AB (W.Nr.310???) en enero de 1944 – 1 de octubre de 1944 obteniendo 2 victorias con estas A/C en mayo de 1944, muere el 1 de octubre de 1944 en Münster.
- El Capitán Werner Baake voló su He 219A-7 G9+AB (W.Nr.420???) el 2 de octubre de 1944 – 8 de mayo de 1945.

Formada el 22 de junio de 1940 en Mönchen-Gladbach con:
- Grupo de Estado Mayor (B)/I Grupo/1.º Escuadra de Caza Nocturno desde el Grupo de Estado Mayor (?)/I Grupo/1.º Escuadra de Caza Pesado
- 1.º Escuadra (H)/1.º Escuadra de Caza Nocturno/Nuevo
- 2.º Escuadra (K)/1.º Escuadra de Caza Nocturno desde la 2.º Escuadra (?)/1.º Escuadra de Caza Pesado
- 3.º Escuadra (L)/1.º Escuadra de Caza Nocturno desde la 3.º Escuadra (?)/1.º Escuadra de Caza Pesado

El 1 de julio de 1940 la 1.º Escuadra (H)/1.º Escuadra de Caza Nocturno fue renombrada 5.º Escuadra (N)/1.º Escuadra de Caza Nocturno y como parte del II Grupo/1.º Escuadra de Caza Nocturno, con la nueva 1.º Escuadra (H)/1.º Escuadra de Caza Nocturno fue formada desde la 10.º Escuadra (?)/26.º Escuadra de Caza Pesado.
El 7 de septiembre de 1940 la 3.º Escuadra (L)/1.º Escuadra de Caza Nocturno es trasladada a Deelen como la 4.º Escuadra (M)/1.º Escuadra de Caza Nocturno, y la nueva 3.º Escuadra (L)/1 .º Escuadra de Caza Nocturno fue formada desde la 1.º Escuadra (?)/26.º Escuadra de Caza Pesado.
En mayo de 1942 la 1.º Escuadra (H)/1.º Escuadra de Caza Nocturno fue redesignado a la 7.º Escuadra (R)/4.º Escuadra de Caza Nocturna, y la nueva 1.º Escuadra (H)/1.º Escuadra de Caza Nocturno fue reformada desde los restos del I Grupo/1.º Escuadra de Caza Nocturno.
El 12 de abril de 1942 la 3.º Escuadra (L)/1.º Escuadra de Caza Nocturno fue redesignada a la 5.º Escuadra (N)/5.º Escuadra de Caza Nocturno, y la nueva 3.º Escuadra (L)/1.º Escuadra de Caza Nocturno fue reformada desde los restos del I Grupo/1.º Escuadra de Caza Nocturno.
El 1 de agosto de 1943 la 1.º Escuadra (H)/1.º Escuadra de Caza Nocturno fue redesignada a la 10.º Escuadra (U)/5.º Escuadra de Caza Nocturno, y la nueva 1.º Escuadra (H)/1.º Escuadra de Caza Nocturno fue reformada desde los restos del I Grupo/1.º Escuadra de Caza Nocturno.
Reduciendo a la 1.º Escuadra (H)/1.º Escuadra de Caza Nocturno el 30 de marzo de 1945, cuando el Grupo del Estado Mayor (B)/I Grupo/2.º Escuadra (K) y la 3.º Escuadra (L)/1.º Escuadra de Caza Nocturno fue disuelta.

### Bases
| 22 de junio de 1940 – julio de 1940          | Mönchen-Gladbach  | | Bf 110C-4*                                 |
| Julio de 1940 – marzo de 1941                | Gütersloh         | 1.º División de Caza Nocturno                                                                                             | Bf 110C-4, Bf 110D*                        |
| Octubre de 1940                              | Gütersloh         | 1.º División de Caza Nocturno                                                                                             | Bf 110                                     |
| Marzo de 1941 – 5 de septiembre de 1944      | Venlo             | 1.º División de Caza Nocturno, 1.º División de Caza (desde mayo de 1942), 3.º División de Caza (desde septiembre de 1943) | Bf 110E, He 219A UHU (desde abril de 1943) |
| 5 de septiembre de 1944 – 1 de abril de 1945 | Münster-Handorf   | 3.º División de Caza | He 219A UHU                                |
| 1945                                         | Münster-Handorf   | | He 219 UHU                                 |
| 1 de abril de 1945 – mayo de 1945            | Westerland, Husum | 2.º División de Caza | He 219 UHU                                 |

- La 3.º Escuadra (L)/ 1.º Escuadra de Caza Nocturno operaban con Dornier Do 17Z desde junio de 1940 – septiembre de 1940.

## II Grupo
Formada el 22 de junio de 1940 en Ámsterdam-Schipol. El 8 de mayo de 1945 es disuelta.

### Comandantes de Grupo
- Capitán Conrad von Bothmer – (22 de junio de 1940 – 1 de julio de 1940)
- Capitán Karl-Heinrich Heyse – (1 de julio de 1940 – 7 de septiembre de 1940)
- Capitán Graf von Stillfried und Rattonitz – (7 de septiembre de 1940 – 6 de octubre de 1940)
- Mayor Walter Ehle – (6 de octubre de 1940 – 17 de noviembre de 1943)
- Mayor Eckart-Wilhelm von Bonin – (18 de noviembre de 1943 – 25 de octubre de 1944)
- Capitán Adolf Breves – (26 de octubre de 1944 – 8 de mayo de 1945)

### Pilotos de la Escuadra
- El Capitán Walter Ehle voló su Bf 110D-1 <<G9+AC.
- El Gruppenadjutant Teniente Uellenbeck voló su Bf 110D-1 <G9+BC (W.Nr. 3475), derribado el 1 de mayo de 1941.
- El teniente Helmut Niklas voló su Bf 110D-1 G9+GP (W.Nr. 2654) en mayo de 1942, más probable en 1941 (?).
- El teniente coronel Wilhelm Herget voló su Bf 110E-1 G9+HM (W.Nr.4384).
- El Hans Wolfgang Schnaufer junto al artillero y operador de radio Fritz Rumpelhardt vuelan su Bf 110E-1 G9+LN.
- El teniente coronel Becker voló su Dornier Do 215B-5 G9+OM.
- El teniente Werner Barthel voló su Bf 110G-4 G9+KC en Düsseldorf, octubre de 1944.
- El Rudi Thun voló su ¿? G9+AM (Dr. Thun después como Vicepresidente de Raytheon Corporation).

Formada el 22 de junio de 1940 en Ámsterdam-Schipol desde el IV Grupo (Nocturno)/2.º Escuadra de Caza:
- Grupo de Estado Mayor (C)/II Grupo/1.º Escuadra de Caza Nocturno desde el Grupo de Estado Mayor del IV Grupo (Nocturno)/2.º Escuadra de Caza
- 4.º Escuadra (M)/1.º Escuadra de Caza Nocturno desde la 10.º Escuadra (Nocturno)/2.º Escuadra de Caza
- 5.º Escuadra (N)/1.º Escuadra de Caza Nocturno desde la 11.º Escuadra (Nocturno)/2.º Escuadra de Caza
- 6.º Escuadra (P)/1.º Escuadra de Caza Nocturno desde la 12.º Escuadra (Nocturno)/2.º Escuadra de Caza

con Cazas Bf 109D. El 1 de julio de 1940 es renombrado III Grupo/1.º Escuadra de Caza Nocturno:
- Grupo de Estado Mayor (C)/II Grupo/1.º Escuadra de Caza Nocturno como el Grupo de Estado Mayor (D)/III Grupo/1.º Escuadra de Caza Nocturno
- 4.º Escuadra (M)/1.º Escuadra de Caza Nocturno como la 7.º Escuadra (R)/1.º Escuadra de Caza Nocturno
- 5.º Escuadra (N)/1.º Escuadra de Caza Nocturno como la 8.º Escuadra (S)/1.º Escuadra de Caza Nocturno
- 6.º Escuadra (P)/1.º Escuadra de Caza Nocturno como la 9.º Escuadra (T)/1.º Escuadra de Caza Nocturno

Reformada el 1 de julio de 1940 en Düsseldorf con:
- Grupo de Estado Mayor (C)/II Grupo/1.º Escuadra de Caza Nocturno/Nuevo
- 4.º Escuadra (M)/1.º Escuadra de Caza Nocturno desde la Escuadra de Caza Pesado/30.º Escuadra de Bombardeo
- 5.º Escuadra (N)/1.º Escuadra de Caza Nocturno desde la 1.º Escuadra (H)/1.º Escuadra de Caza Nocturno
- 6.º Escuadra (P)/1.º Escuadra de Caza Nocturno/Nuevo

El 7 de septiembre de 1940 es renombrado I Grupo/2.º Escuadra de Caza Nocturno y trasladada a Gilze-Rijen:
- Grupo de Estado Mayor (C)/II Grupo/1.º Escuadra de Caza Nocturno como el Grupo de Estado Mayor (B)/I Grupo/2.º Escuadra de Caza Nocturno
- 4.º Escuadra (M)/1.º Escuadra de Caza Nocturno como la 1.º Escuadra (H)/2.º Escuadra de Caza Nocturno
- 5.º Escuadra (N)/1.º Escuadra de Caza Nocturno como la 2.º Escuadra (K)/2.º Escuadra de Caza Nocturno
- 6.º Escuadra (P)/1.º Escuadra de Caza Nocturno como la 3.º Escuadra (L)/2.º Escuadra de Caza Nocturno

Reformada el 7 de septiembre de 1940 en Deelen-Arnhem desde el I Grupo/76.º Escuadra de Caza Pesado con:
- Grupo de Estado Mayor (C)/II Grupo/1.º Escuadra de Caza Nocturno desde el Grupo de Estado Mayor (?)/I Grupo/76.º Escuadra de Caza Pesado
- 4.º Escuadra (M)/1.º Escuadra de Caza Nocturno desde la 3.º Escuadra (L)/1.º Escuadra de Caza Nocturno
- 5.º Escuadra (N)/1.º Escuadra de Caza Nocturno desde la 2.º Escuadra (?)/76.º Escuadra de Caza Pesado
- 6.º Escuadra (P)/1.º Escuadra de Caza Nocturno desde la 3.º Escuadra (?)/76.º Escuadra de Caza Pesado

La 4.º Escuadra (M)/1.º Escuadra de Caza Nocturno utilizó Dornier Do 17Z hasta diciembre de 1940, y después los Dornier Do 215.
El 1 de noviembre de 1941 la 4.º Escuadra (M)/1.º Escuadra de Caza Nocturno fue redesignaada a la 5.º Escuadra (N)/2.º Escuadra de Caza Nocturno, y la nueva 4.º Escuadra (M)/1.º Escuadra de Caza Nocturno fue reformada desde los restos del II Grupo/1.º Escuadra de Caza Nocturno.
En mayo de 1942 la 4.º Escuadra (M)/1.º Escuadra de Caza Nocturno fue redesignada a la 9.º Escuadra (T)/4.º Escuadra de Caza Nocturno, y la nueva 4.º Escuadra (M)/1.º Escuadra de Caza Nocturno fue reformada desde los restos del II Grupo/1.º Escuadra de Caza Nocturno.
Reducida la 4.º Escuadra (M)/1.º Escuadra de Caza Nocturno el 30 de marzo de 1945, cuando el Grupo de Estado Mayor (C)/II Grupo/5.º Escuadra (N) y la 6.º Escuadra (P)/1.º Escuadra de Caza Nocturno fue disuelta.

### Bases
| 22 de junio de 1940 – 1 de julio de 1940     | Ámsterdam-Schipol | | Bf 109D                              |
| 1 de julio de 1940 – 7 de septiembre de 1940 | Düsseldorf        | 1.º División de Caza Nocturno                                                                                             | Ju 88C                               |
| 7 de septiembre de 1940 – mayo de 1941       | Deelen-Arnhem     | 1.º División de Caza Nocturno                                                                                             | Bf 110                               |
| Mayo de 1941 – marzo de 1944                 | St. Trond         | 1.º División de Caza Nocturno, 1.º División de Caza (desde mayo de 1942), 3.º División de Caza (desde septiembre de 1943) | Bf 110, Do 217 (desde marzo de 1942) |
| Marzo de 1944 – mayo de 1944                 | St. Dossier       | 4.º División de Caza | Bf 110                               |
| Mayo de 1944 – septiembre de 1944            | St. Trond         | 3.º División de Caza | Bf 110*                              |
| Septiembre de 1944 – marzo de 1945           | Düsseldorf        | 3.º División de Caza | Ju 88G, Bf 110                       |
| Marzo de 1945 – mayo de 1945                 | Völkenrode, Husum | 2.º División de Caza | Ju 88G                               |

- unos pocos He 219 operarón en 1944.

## III Grupo
Formada el 1 de julio de 1940 en Düsseldorf. El 8 de mayo de 1945 es disuelta.

### Comandantes de Grupo
- El Capitán Conrad von Bothmer – (1 de julio de 1940 – 1 de noviembre de 1940)
- El Capitán Schön – (1 de noviembre de 1940 – 1 de febrero de 1941)
- El Mayor Adolf Edler von Graeve – (8 de febrero de 1941 – 5 de junio de 1942)
- El Capitán Wolfgang Thimmig – (6 de junio de 1942 – 31 de mayo de 1943)
- El Mayor Egmont Prince zur Lippe-Weissenfels – (1 de junio de 1943 – 20 de febrero de 1944)
- El mayor Martin Drewes – (1 de marzo de 1944 – 8 de mayo de 1945)

### Pilotos de la Escuadra
- El teniente coronel Martin drenes voló su Bf 110G-4 G9+MD, Laon-Athies el 1 de marzo de 1944, voló un Bf 110G-4 G9+MD hacia Leeuwarden (Países Bajos) entre julio de 1944, voló su Bf 110G-4 G9+WD.

Formada el 1 de julio de 1940 en Düsseldorf desde el II Grupo/1.º Escuadra de Caza Nocturno con Cazas Bf109D:
- Grupo de Estado Mayor (D)/III Grupo/1.º Escuadra de Caza Nocturno desde el Grupo de Estado Mayor (C)/II Grupo/1.º Escuadra de Caza Nocturno
- 7.º Escuadra (R)/1.º Escuadra de Caza Nocturno desde la 4.º Escuadra (M)/1.º Escuadra de Caza Nocturno
- 8.º Escuadra (S)/1.º Escuadra de Caza Nocturno desde la 5.º Escuadra (N)/1.º Escuadra de Caza Nocturno
- 9.º Escuadra (T)/1.º Escuadra de Caza Nocturno desde la 6.º Escuadra (P)/1.º Escuadra de Caza Nocturno

Comienza la coversión del Bf 110 en agosto de 1940, y la 10.º Escuadra (U) y la 11.º Escuadra (V)/1.º Escuadra de Caza Nocturno fueron formadas con los sobrantes Cazas Bf 109E. La 10.º Escuadra (U) y la 11.º Escuadra (V)/1.º Escuadra de Caza Nocturno permanecieron en Düsseldorf hasta octubre de 1940, when they both moved to Vlissingen, and were united as verstärkte Jagdstaffel Holland (como 1.º Escuadra/1.º Escuadra de Caza en diciembre de 1940).
En mayo de 1942 la 8.º Escuadra (S)/1.º Escuadra de Caza Nocturno fue redesignada a la 8.º Escuadra (S)/4.º Escuadra de Caza Nocturno, y la nueva 8.º Escuadra (S)/1.º Escuadra de Caza Nocturno fue reformada desde los restos del III Grupo/1.º Escuadra de Caza Nocturno.
En septiembre de 1942 la 9.º Escuadra (T)/1.º Escuadra de Caza Nocturno fue redesignada a la 1.º Escuadra (H)/4.º Escuadra de Caza Nocturno, y la nueva 9.º Escuadra (T)/1.º Escuadra de Caza Nocturno fue reformada desde los restos del III Grupo/1.º Escuadra de Caza Nocturno.
Reducida la 7.º Escuadra (R)/1.º Escuadra de Caza Nocturno el 30 de marzo de 1945, cuando el Grupo de Estado Mayor (D)/III Grupo/8.º Escuadra (S) y la 9.º Escuadra (T)/1.º Escuadra de Caza Nocturno fue disuelta.

### Bases
| 1 de julio de 1940 – diciembre de 1940 | Düsseldorf                | 1.º División de Caza Nocturno                                                                                             | Bf 109D, Bf 109E y el Bf 110 (desde agosto de 1940) |
| Diciembre de 1940 – mayo de 1941       | Rheine                    | 1.º División de Caza Nocturno                                                                                             | Bf 110                                              |
| Mayo de 1941 – marzo de 1944           | Twente                    | 1.º División de Caza Nocturno, 1.º División de Caza (desde mayo de 1942), 3.º División de Caza (desde septiembre de 1943) | Bf 110G-2, Bf 110G-4 Zerstörer                      |
| Marzo de 1944 – mayo de 1944           | Laon-Athies               | 4.º División de Caza | Bf 110G-4 Zerstörer                                 |
| Mayo de 1944 – septiembre de 1944      | Twente y Leeuwarden       | 3.º División de Caza | Bf 110G-4 Zerstörer y el Ju 88G                     |
| Septiembre de 1944 – enero de 1945     | Fritzlar                  | 3.º División de Caza | Bf 110G-4/R3 Zerstörer y el Ju 88G                  |
| Enero de 1945 – 30 de marzo de 1945    | Störmede, Krefeld y Husum | 2.º División de Caza | Ju 88G                                              |

Formada en agosto de 1940 en Düsseldorf. En octubre de 1940 es trasladado a Vlissingen como Verstärkte Jagdstaffel Holland (como 1.º Escuadra/1.º Escuadra de Caza en diciembre de 1940).
- 10.º Escuadra (U)/1.º Escuadra de Caza Nocturno desde la 8.º Escuadra (S)/2.º Escuadra de Caza Nocturno
- 11.º Escuadra (V)/1.º Escuadra de Caza Nocturno desde la 5.º Escuadra (N)/2.º Escuadra de Caza Nocturno

| Agosto de 1940 – octubre de 1940 | Düsseldorf | 1.º División de Caza Nocturno | Bf 109E-4 |

## IV Grupo
Formada el 1 de octubre de 1942 en Leeuwarden desde el II Grupo/2.º Escuadra de Caza Nocturno. En marzo de 1945 es disuelta.

### Comandantes de Grupo
- Mayor Helmut Lent – (1 de octubre de 1942 – 1 de agosto de 1943)
- Capitán Hans Joachim Jabs – (1 de agosto de 1943 – 1 de marzo de 1944)
- Mayor Heinz-Wolfgang Schnaufer – (1 de marzo de 1944 – 26 de octubre de 1944)
- Capitán Hermann Greiner – (1 de noviembre de 1944 – 8 de mayo de 1945)

### Pilotos de la Escuadra
- El teniente Wilhelm Beier voló su Ju 88C-6b R4+FM obteniendo así 36 victorias.
- El capitán Hans Joachim Jabs voló su Bf 110G-4 <<G9+AF.
- El teniente coronel Heinz-Wolfgang Schnaufer (Staffelkapitän del 12.º Escuadra (W)) voló su Bf 110G-4/U8 G9+EZ sobre St. Trond, 1944(?), también el mayor voló su Bf 110G-4/R7 G9+EF (1 de marzo de 1944 – 26 de octubre de 1944), 1944.

Formada el 1 de octubre de 1942 en Leeuwarden desde el II Grupo/2.º Escuadra de Caza Nocturno con:
- Grupo de Estado Mayor (E)/IV Grupo/1.º Escuadra de Caza Nocturno desde el Grupo de Estado Mayor (C)/II Grupo/2.º Escuadra de Caza Nocturno
- 10.º Escuadra (U)/1.º Escuadra de Caza Nocturno desde la 8.º Escuadra (S)/2.º Escuadra de Caza Nocturno
- 11.º Escuadra (V)/1.º Escuadra de Caza Nocturno desde la 5.º Escuadra (N)/2.º Escuadra de Caza Nocturno
- 12.º Escuadra (W)/1.º Escuadra de Caza Nocturno desde la 6.º Escuadra (P)/2.º Escuadra de Caza Nocturno

El 30 de marzo de 1945 fue reducida la 10.º Escuadra (U)/1.º Escuadra de Caza Nocturno, cuando el Grupo de Estado Mayor (C)/IV Grupo/11.º Escuadra (V) y la 12.º Escuadra (W)/1.º Escuadra de Caza Nocturno fueron disueltas.

### Bases
| 1 de octubre de 1942 – marzo de 1944 | Leeuwarden | 1.º División de Caza (desde mayo de 1942) y la 3.º División de Caza (desde septiembre de 1943) | Bf 110                                   |
| Marzo de 1944 – septiembre de 1944   | St. Trond  | 3.º División de Caza                                                                           | Bf 110 y el He 219 (desde junio de 1944) |
| Septiembre de 1944 – abril de 1945   | Dortmund   | 3.º División de Caza                                                                           | Bf 110, He 219 y el Ju 88G               |
| Abril de 1945 – mayo de 1945         | Husum      | 2.º División de Caza                                                                           | Ju 88G                                   |

## Grupo de Entrenamiento Avanzado
Formada en diciembre de 1940 en Ingolstadt-Manchingen. El 1 de noviembre de 1942 es redesignado al III Grupo/1.º Escuela de Caza Nocturno.

### Comandantes de Grupo
- Teniente coronel Siegfried Wandam – (? - ?)
- Teniente coronel Karl-Heinz Hollborn – (? – octubre de 1941)
- Capitán Siebelt Reents – (octubre de 1941 – 11 de diciembre de 1941)
- Capitán Helmut Peters – (21 de marzo de 1943 – 1 de noviembre de 1942)

Escuadra de Entrenamiento Avanzado/1.º Escuadra de Caza Nocturno fue formada en diciembre de 1940 en Ingolstadt-Manchingen. En octubre de 1941 es incrementado en Grupo con:
- Grupo de Estado Mayor (E)/IV Grupo/1.º Escuadra de Caza Nocturno desde el IV Grupo/26.º Escuadra de Caza Pesado
- 10.º Escuadra (U)/1.º Escuadra de Caza Nocturno desde la Escuadra de Entrenamiento Avanzado/1.º Escuadra de Caza Nocturno
- 11.º Escuadra (V)/1.º Escuadra de Caza Nocturno desde la 11.º Escuadra (?)/26.º Escuadra de Caza Pesado
- 12.º Escuadra (W)/1.º Escuadra de Caza Nocturno desde la 12.º Escuadra (?)/26.º Escuadra de Caza Pesado

Conocido como el IV Grupo (Reemplazo)/1.º Escuadra de Caza Nocturno entre octubre de 1941 y octubre de 1942.
El 1 de noviembre de 1942 es redesignado al III Grupo/1.º Escuela de Caza Nocturno:
- Grupo de Estado Mayor (E)/IV Grupo/1.º Escuadra de Caza Nocturno como el Grupo de Estado Mayor/III Grupo/1.º Escuela de Caza Nocturno
- 10.º Escuadra (U)/1.º Escuadra de Caza Nocturno como la 4.º Escuadra/1.º Escuela de Caza Nocturno
- 11.º Escuadra (V)/1.º Escuadra de Caza Nocturno como la 7.º Escuadra/1.º Escuela de Caza Nocturno
- 12.º Escuadra (W)/1.º Escuadra de Caza Nocturno como la 8.º Escuadra/1.º Escuela de Caza Nocturno

### Bases
| Diciembre de 1940 – 26 de enero de 1941      | Ingolstadt-Manching     | Bf 110/Bf 109 |
| 27 de enero de 1941 – febrero de 1941        | Colonia-Ostheim         | Bf 110/Bf 109 |
| Febrero de 1941 – 6 de marzo de 1941         | Venlo?                  | Bf 110/Bf 109 |
| 7 de marzo de 1941 – octubre de 1941         | Stuttgart-Süd           | Bf 110/Bf 109 |
| Octubre de 1941 – 14 de noviembre de 1941    | Aalborg-Ost*            | Bf 110/Bf 109 |
| 15 de noviembre de 1941 – 1 de enero de 1942 | Stuttgart-Echterdingen* | Bf 110/Bf 109 |

- 10.º Escuadra (U)/1.º Escuadra de Caza Nocturno en Stuttgart-Echterdingen (octubre de 1941 – 20 de septiembre de 1942) y Lechfeld (21 de septiembre de 1942 – 1 de noviembre de 1942)

## Escuadra de Entrenamiento
Formada en junio de 1944 en Twente desde las partes de la 1.º Escuadra de Caza Nocturno. En diciembre de 1944 es redesignada a la 16.º Escuadra/1.º Escuadra de Caza Nocturno, pero el 1 de enero de 1945 pasa a llamarse Escuadra de Estado Mayor/1.º Escuadra de Caza Nocturno. 

### Bases
| Junio de 1944 – 24 de julio de 1944  | Twente             | Bf 110/Bf 109 |
| 25 de julio de 1944 – agosto de 1944 | Grove/Denmark      | Bf 110/Bf 109 |
| Agosto de 1944 – febrero de 1945     | Königsberg/Neumark | Bf 110/Bf 109 |
| Febrero de 1945 – abril de 1945      | Lüneburg           | Bf 110/Bf 109 |
| Abril de 1945 – 1 de mayo de 1945    | Lüthenholm         | Bf 110/Bf 109 |